# Where Is the Feeling?
Where Is the Feeling? è un brano musicale della cantante australiana Kylie Minogue, pubblicato nel 1995 come singolo estratto dal suo quinto album in studio, l'eponimo Kylie Minogue. La canzone è stata scritta da Wilf Smarties e Jayn Hanna e prodotta dai Brothers in Rhythm.

## Tracce
CD
1. Where Is the Feeling? (BIR Dolphin Mix) – 4:11
2. Where Is the Feeling? (BIR Soundtrack) – 13:28
3. Where Is the Feeling? (Da Klubb Feelin Mix) – 10:48
4. Where Is the Feeling? (Morales Mix Edit) – 6:12
5. Where Is the Feeling? (BIR Bish Bosh Mix) – 4:48